# Liễu Giang, Liễu Châu
Liễu Giang (chữ Hán giản thể: 柳江区, Liǔjiāng Qū, âm Hán Việt: Liễu Giang khu) là một huyện thuộc địa cấp thị Liễu Châu, khu tự trị dân tộc Choang Quảng Tây, Cộng hòa Nhân dân Trung Hoa. Huyện Liễu Giang có diện tích 2504 km², dân số năm 2002 là 530.000 người. Về mặt hành chính, huyện Liễu Giang được chia thành 12 trấn.
- Trấn: Lạp Bảo, Tiến Đức, Bách Bằng, Thành Đoàn, Tam Đô, Lý Cao, Thổ Bác, Lạc Mãn, Lưu Sơn, Xuyên Sơn, Lý Ung, Bạch Sa.